# Hemieuxoa violacea
Hemieuxoa violacea är en fjärilsart som beskrevs av Márton Hreblay och Ronkay. Hemieuxoa violacea ingår i släktet Hemieuxoa och familjen nattflyn. Inga underarter finns listade i Catalogue of Life.